# Letnie Grand Prix w skokach narciarskich 2016 – Czajkowskij
Szóste zawody w ramach Letniego Grand Prix w skokach narciarskich 2016 odbyły się w dniach 10-11 września w Czajkowskim. Początkowo na 9 września były zaplanowane kwalifikacje do konkursu mającego się odbyć dzień później, ale z powodu niewystarczającej liczby zawodników organizatorzy zmuszeni byli je odwołać, a w ich miejsce rozegrać serie treningowe. W pierwszym konkursie indywidualnym triumfował reprezentant Słowenii Robert Kranjec, który dwukrotnie pokonał rozmiar obiektu. Drugie miejsce wywalczył sobie jego rodak Anže Semenič, a podium uzupełnił Niemiec Karl Geiger. Najlepszym z reprezentantów Polski był Stefan Hula, który uplasował się na jedenastej pozycji. Drugi konkurs odbyty w niedzielę 11 września wygrał Anže Semenič, który w poprzednim konkursie stanął na środkowym miejscu podium. Kolejne dwa miejsca podium wywalczyli sobie reprezentanci Czech kolejno Tomáš Vančura oraz Vojtěch Štursa. W drugim konkursie najlepszym z Polaków ponownie okazał się być Stefan Hula, który zajął tym razem szóstą lokatę.

## Skocznia
|  | Nazwa skoczni | Miejscowość | Punkt K | HS    | Rekord skoczni | Rekord skoczni | Rekord skoczni |
|  | ------------- | ----------- | ------- | ----- | -------------- | -------------- | -------------- |
|  | Śnieżynka     | Czajkowskij | K125    | HS140 | 145,5 m        | Robert Kranjec | 10.09.2016     |

## Program zawodów
| Dzień       | Konkurencja                       | Początek | Liczba uczestników |
| Dzień       | Konkurencja                       | CEST     | Liczba uczestników |
| ----------- | --------------------------------- | -------- | ------------------ |
| 9 września  | Kwalifikacje do konkursu głównego | —        | —                  |
| 9 września  | Seria treningowa                  | 16:00    | —                  |
| 10 września | Pierwszy konkurs indywidualny     | 12:00    | 48                 |
| 11 września | Kwalifikacje do konkursu głównego | —        | —                  |
| 11 września | Drugi konkurs indywidualny        | 11:00    | 42                 |

## Jury
Dyrektorem konkursów podczas zawodów Letniego Grand Prix w Czajkowskim był Jewgienij Waszurin oraz, z ramienia Międzynarodowej Federacji Narciarskiej, dyrektor zawodów Pucharu Świata, Walter Hofer. Jego asystentem był, podobnie jak w innych oficjalnych zawodach organizowanych przez FIS, Borek Sedlák. Sędzią technicznym był Geir Steinar Løng, a jego asystentem – Aljoša Dolhar.
| Sędzia             | Stanowisko                    | Stanowisko                 |
| Sędzia             | Pierwszy konkurs indywidualny | Drugi konkurs indywidualny |
| ------------------ | ----------------------------- | -------------------------- |
| Martino de Crignis | A                             | B                          |
| Miloš Kern         | B                             | E                          |
| Grigorij Zakarow   | C                             | A                          |
| Tom Nyman          | D                             | D                          |
| Aleksandr Klimow   | E                             | C                          |

## Wyniki

### Pierwszy konkurs indywidualny
do uzupełnienia

### Drugi konkurs indywidualny
do uzupełnienia